# Jean Simmons
Jean Merylin Simmons (n. 31 ianuarie 1929 - d. 22 ianuarie 2010) a fost o actriță americană de film, de origine britanică.

## Filmografie
| An        | Film                                    | Rol                                      | Note |
| --------- | --------------------------------------- | ---------------------------------------- | --- |
| 1944      | Give Us the Moon                        | Heidi                                    | |
| 1944      | Mr. Emmanuel                            | Sally Cooper                             | Trecută cu numele Jean Simmonds |
| 1944      | Sports Day                              | Peggy                                    | |
| 1945      | Kiss the Bride Goodbye                  | Molly Dodd                               | |
| 1945      | Meet Sexton Blake!                      | Eva Watkins                              | |
| 1945      | The Way to the Stars                    | A singer                                 | |
| 1945      | Caesar and Cleopatra                    | Harpist                                  | Nemenționată |
| 1946      | Great Expectations                      | Estella as a girl                        | |
| 1947      | Hungry Hill                             | Jane Brodrick                            | |
| 1947      | Black Narcissus                         | Kanchi                                   | |
| 1947      | Uncle Silas                             | Caroline Ruthyn                          | |
| 1947      | The Woman in the Hall                   | Jay Blake                                | |
| 1948      | Hamlet                                  | Ophelia                                  | Volpi Cup for Best Actress Nominalizat — Academy Award for Best Supporting Actress |
| 1949      | Adam and Evelyne                        | Evelyne Kirby                            | |
| 1949      | The Blue Lagoon                         | Emmeline Foster                          | |
| 1950      | So Long at the Fair                     | Vicky Barton                             | Bambi Award for Best Actress – International (locul secund) |
| 1950      | Trio                                    | Evie Bishop                              | Segment "Sanatorium" Bambi Award for Best Actress – International (locul secund) |
| 1950      | Cage of Gold                            | Judith Moray                             | |
| 1950      | The Clouded Yellow                      | Sophie Malraux                           | |
| 1952      | Androcles and the Lion                  | Lavinia                                  | |
| 1953      | Angel Face                              | Diane Tremayne Jessup                    | |
| 1953      | Young Bess                              | Princess Elizabeth                       | National Board of Review Award for Best Actress (și pentru The Robe și The Actress) |
| 1953      | Affair with a Stranger                  | Carolyn Parker                           | |
| 1953      | The Robe                                | Diana                                    | National Board of Review Award for Best Actress (și pentru Young Bess și The Actress) |
| 1953      | The Actress                             | Ruth Gordon Jones                        | National Board of Review Award for Best Actress (și pentru Young Bess și The Robe) |
| 1954      | She Couldn't Say No                     | Corby Lane                               | AKA Beautiful but Dangerous |
| 1954      | The Egyptian                            | Meryt                                    | |
| 1954      | A Bullet Is Waiting                     | Cally Canham                             | |
| 1954      | Désirée                                 | Désirée Clary                            | |
| 1954      | Demetrius and the Gladiators            | Diana                                    | Apare într-un clip din The Robe |
| 1955      | Footsteps in the Fog                    | Lily Watkins                             | |
| 1955      | Guys and Dolls                          | Sergeant Sarah Brown                     | Golden Globe Award for Best Actress – Motion Picture Musical or Comedy Nominalizat – BAFTA Award for Best Foreign Actress                                                                       |
| 1956      | Hilda Crane                             | Hilda Crane Burns                        | |
| 1957      | This Could Be the Night                 | Anne Leeds                               | Nominalizat – Golden Globe Award for Best Actress – Motion Picture Musical or Comedy |
| 1957      | Until They Sail                         | Barbara Leslie Forbes                    | |
| 1958      | The Big Country                         | Julie Maragon                            | |
| 1958      | Home Before Dark                        | Charlotte Bronn                          | Laurel Award for Top Female Dramatic Performance (locul al patrulea) Nominalizat – Golden Globe Award for Best Actress – Motion Picture Drama                                                   |
| 1959      | This Earth Is Mine                      | Elizabeth Rambeau                        | |
| 1960      | Elmer Gantry                            | Sharon Falconer                          | Laurel Award for Top Female Dramatic Performance (locul al treilea) Nominalizat – BAFTA Award for Best Foreign Actress Nominalizat – Golden Globe Award for Best Actress – Motion Picture Drama |
| 1960      | Spartacus                               | Varinia                                  | |
| 1960      | The Grass Is Greener                    | Hattie Durant                            | Laurel Award for Top Female Comedy Performance (locul al cincilea) |
| 1963      | All the Way Home                        | Mary Follett                             | |
| 1965      | Life at the Top                         | Susan Lampton                            | |
| 1966      | Mister Buddwing                         | The Blonde                               | |
| 1967      | Divorce American Style                  | Nancy Downes                             | |
| 1967      | Rough Night in Jericho                  | Molly Lang                               | |
| 1968      | Heidi                                   | Fräulein Rottenmeier                     | TV |
| 1969      | The Happy Ending                        | Mary Wilson                              | Nominalizat – Academy Award for Best Actress Nominalizat – Golden Globe Award for Best Actress – Motion Picture Drama                                                                           |
| 1971      | Say Hello to Yesterday                  | Woman                                    | |
| 1972      | The Odd Couple                          | Princess Lydia                           | Episod: "The Princess" |
| 1975      | Mr. Sycamore                            | Estelle Benbow                           | |
| 1975      | The Easter Promise                      | Constance Payne                          | TV |
| 1977      | Hawaii Five-O                           | Terri O'Brien                            | TV; Episod "A Cop on the Cover" |
| 1978      | The Dain Curse                          | Aaronia Haldorn                          | TV |
| 1978      | Dominique                               | Dominique Ballard                        | |
| 1979      | Beggarman, Thief                        | Gretchen Jordache Burke                  | TV |
| 1981      | A Small Killing                         | Margaret Lawrence                        | TV |
| 1981      | Golden Gate                             | Jane Kingsley                            | TV |
| 1981      | Jacqueline Susann's Valley of the Dolls | Helen Lawson                             | TV |
| 1983      | The Thorn Birds                         | Fee Cleary                               | TV Primetime Emmy Award for Outstanding Supporting Actress in a Miniseries or a Movie Nominalizat – Golden Globe Award for Best Supporting Actress – Series, Miniseries or Television Film      |
| 1984      | December Flower                         | Etta Marsh                               | TV |
| 1984      | All for Love                            | Deidre Mackay                            | Episod: "Down at the Hydro" |
| 1985      | Midas Valley                            | Molly Hammond                            | TV |
| 1985      | North and South                         | Clarissa Gault Main                      | TV |
| 1986      | North and South Book II                 | Clarissa Gault Main                      | TV |
| 1987      | Perry Mason: The Case of the Lost Love  | Laura Robertson                          | TV |
| 1988      | Inherit the Wind                        | Lucy Brady                               | TV |
| 1988      | The Dawning                             | Aunt Mary                                | |
| 1988      | Going Undercover                        | Maxine de la Hunt                        | Lansat ca Going Undercover în SUA în 1988. Straight to video în Regatul Unit ca Yellow Pages (finalizat în 1985).                                                                               |
| 1989      | Great Expectations                      | Miss Havisham                            | TV |
| 1989      | Murder, She Wrote                       | Eudora McVeigh Shipton                   | Episod: "Mirror, Mirror on the Wall" Nominalizat – Primetime Emmy Award for Outstanding Guest Actress in a Drama Series                                                                         |
| 1991      | Star Trek: The Next Generation          | Rear Admiral Norah Satie                 | Episod: "The Drumhead" |
| 1991      | Dark Shadows                            | Elizabeth Collins Stoddard/Naomi Collins | |
| 1991      | They Do It with Mirrors                 | Carrie-Louise Serrocold                  | TV |
| 1994      | In the Heat of the Night                | Miss Cordelia                            | TV; Episod: "Ches and the Grand Lady" |
| 1994–1998 | Mysteries of the Bible                  | Narrator                                 | |
| 1995      | How to Make an American Quilt           | Em Reed                                  | Nominalizat – Screen Actors Guild Award for Outstanding Performance by a Cast in a Motion Picture                                                                                               |
| 1995      | Daisies in December                     | Katherine Palmer                         | |
| 2001      | Final Fantasy: The Spirits Within       | Council Member 2                         | Voce |
| 2003      | Winter Solstice                         | Countess Lucinda Rhives                  | Lansare în Germania ca Wintersonne |
| 2004      | Jean Simmons: Rose of England           | Herself                                  | |
| 2004      | Howl's Moving Castle                    | Old Sophie                               | Voce, versiunea engleză |
| 2005      | Thru the Moebius Strip                  | Shepway                                  | Voce |
| 2009      | Shadows in the Sun                      | Hannah                                   | Ultimul rol cinematografic |